# Терема
Терема — посёлок в Сосновском районе Челябинской области. Входит в Кременкульское сельское поселение.

## География
Расположен рядом с Курчатовским районом города Челябинска. Ближайший населённый пункт: посёлок Вавиловец. Расстояние до районного центра села Долгодеревенского 28 км.

## История
Начал строиться в 1990-е годы как коттеджный посёлок. В 2010 году утвержден проект планировки территории общественно-деловой зоны поселка и ведётся его  поэтапная реализация.
19 августа 2014 года  председатель правительства Дмитрий Медведев  подписал приказ о присвоении населённому пункту названия Терема на основании постановления Правительства Российской Федерации от 19 августа 2014 года № 825 «О присвоении наименования географическому объекту в Челябинской области и о внесении изменения в постановление Правительства Российской Федерации от 28 апреля 2014 г. № 379».

## Улицы
Уличная сеть посёлка состоит из 5-6 улиц.